# Далекосхідний фронт
Далекосхі́дний фронт — оперативно-стратегічне об'єднання Червоної армії на Далекому Сході з 1 липня 1938 до 5 серпня 1945 року. Брав участь у конфлікті біля озера Хасан у 1938, протягом німецько-радянської війни в європейській частині СРСР фронт перебував у повній бойовій готовності до відбиття вторгнення японської Квантунської армії з території маріонеткової держави Маньчжоу-го.

## Історія

### Перше формування
Далекосхідний фронт створений за наказом Наркома оборони СРСР від 28 червня 1938 року (відповідно до постанови Головної військової ради РСЧА від 8 червня 1938) на базі Особливої Червонопрапорної Далекосхідної армії (ОЧДСА) і іменувався Червонопрапорним Далекосхідним фронтом. До складу фронту увійшли управління, 1-ша і 2-га армії, а також Хабаровська група військ.
У липні — серпні 1938 року війська Далекосхідного фронту брали участь у конфлікті біля озера Хасан. За результатами подій у цьому конфлікті з японською армією на базі переформованих управлінь 2-ї Окремої Червонопрапорної армії і Хабаровської оперативної групи у вересні 1938 року були відновлені управління 18-го і 20-го стрілецьких корпусів у Куйбишевкі-Восточній і Біробіджані, в травні 1939 року у Ворошилові утворено управління 31-го стрілецького корпусу.
Після закінчення бойових дій поблизу озера Хасан рішенням Головної військової ради РСЧА від 31 серпня 1938 року управління фронту було розформовано. З військ фронту сформовані 1-ша і 2-га окремі Червонопрапорної армії, які безпосередньо підкоряються Наркомату оборони СРСР.

### Друге формування
1 липня 1940 року на підставі наказу народного комісара оборони від 21 червня 1940 року № 0029 на базі управління Читинської фронтової групи військ було розгорнуто управління Далекосхідного фронту другого формування. До складу фронту увійшли 1-ша і окремі Червонопрапорні армії, а також Північна армійська група. В оперативному підпорядкуванні фронту перебували Тихоокеанський флот і Червонопрапорна Амурська флотилія. Штаб-квартира фронту — Хабаровськ.
У тому ж році на базі управління 20-го стрілецького корпусу утворено управління 15-ї армії (генерал-майор Черемисов Л. Г.). Управління Північної армійської групи в Ніколаєвську-на-Амурі після реорганізації стало управлінням Особливого стрілецького корпусу (генерал-майор Дубков М. Г.).
Навесні 1941 року 1-ша окрема Червонопрапорна армія була переформована у дві армії — 1-шу Червонопрапорну (генерал-лейтенант Єременко А. І.), управління якої перемістилося в Спаськ-Дальній, і 25-ту (генерал-лейтенант Парусинов Ф. А.), чиє управління, сформований на базі управління 43-го стрілецького корпусу, розмістилося у Ворошилові-Уссурійському.
У липні 1941 року з 18-го стрілецького корпусу (35-та, 66-та і 78-ма стрілецькі дивізії, 109-й укріплений район, артилерійські та інші частини) сформована 35-та армія, яка обороняла кордон СРСР у Примор'ї.
У першій половині 1941 року в 1-ій Червонопрапорній армії сформований 30-й механізований корпус у складі управління, двох танкових (58-ї і 60-ї) і однієї моторизованої (239-й) дивізій, у 2-й Червонопрапорної армії — 59-та танкова дивізія, а 69-та стрілецька дивізія переформована на 69-ту моторизовану дивізію. Усі стрілецькі дивізії фронту були переведені на типову організацію з чисельністю близько 10 тис. людей.
Директивою Генерального штабу від 26 квітня 1941 року Далекосхідний фронт передав на захід управління 31-го стрілецького корпусу, 2 стрілецькі дивізії (21-шу і 66-ту) і 2 повітрянодесантні бригади (211-ту і 212-ту), що здійснювалося у відповідності до замисленого радянським керівництвом великого перекидання військ з Далекого Сходу на захід країни. До війни в Київський особливий військовий округ відбули управління стрілецького корпусу і дві повітрянодесантні бригади.
На початок німецького вторгнення до Радянського Союзу у складі Далекосхідного фронту перебувало 4 загальновійськові армії (1-ша і 2-га Червонопрапорна, 15-та і 25-та) і Особливий стрілецький корпус. Ще 4 стрілецькі корпуси входили до складу армій: 26-й і 59-й — в 1-шу, 18-й — в 15-ту, 39-й — в 25-ту. Всього у складі фронту було 17 стрілецьких, 3 танкових, 2 моторизованих і 1 кавалерійська дивізій, 3 стрілецьких і 1 повітрянодесантна бригада, 12 укріплених районів.
У серпні 1942 року на основі військових частин загальновійськових армій були сформовані 9-та, 10-та і 11-та (в грудні 1944 року перетворена в 18-й авіаційний корпус) повітряні армії. У липні 1943 року в складі фронту на базі Особливого стрілецького корпусу (Сахалін) була сформована 16-та армія.
Протягом німецько-радянської війни війська фронту перебували в постійній бойовій готовності, створювали оборонні рубежі за планом прикриття державного кордону з маріонетковою держави Маньчжоу-го, де зосередилася японська Квантунська армія. У воєнний час зі складу Далекосхідного фронту на німецько-радянський фронт були передислоковані 23 дивізії (16 стрілецькі, 2 кавалерійські, 4 танкові, 1 моторизована), 19 бригад (3 стрілецькі, 3 повітрянодесантні, 13 артилерійських) і авіаційні частини (всього бл. 250 тис. людей, 3,3 тис. гармат і мінометів, 2 тис. танків), а також понад 100 тис. осіб маршового поповнення.
19 березня 1945 року директивою Ставки ВГК частина військ фронту (1-ша Червонопрапорна, 25-та і 35-та армії, 9-та повітряна армія, 10-й механізований корпус) були виділені в Приморську групу військ (з 5 серпня 1945 року — 1-й Далекосхідний фронт).
5 серпня 1945 року Далекосхідний фронт перейменований на 2-й Далекосхідний фронт.

## Військові формування у складі фронту
На 1 січня 1945 року
- 1-ша Червонопрапорна армія
- 2-га Червонопрапорна армія
- 15-та армія
- Північна група військ (16-та армія)
- 25-та армія
- 35-та армія
- 9-та повітряна армія
- 10-та повітряна армія

На 1 червня 1945 року
- 2-га Червонопрапорна армія
- 15-та армія
- 16-та армія
- 10-та повітряна армія
- 5-й стрілецький корпус
- Камчатський оборонний район

## Командування

### Перше формування
Командувачі:
- Маршал Радянського Союзу Блюхер В. К. (1 липня 1938 — 4 вересня 1938);

Члени військової ради:
- дивізійний комісар Мазепов П. І. (липень — серпень 1938);

Начальники штабів:
- комкор Штерн Г. М. (липень — серпень 1938);

### Друге формування
Командувачі:
- комкор Штерн Г. М. (1 липня 1940 — січень 1941);
- генерал-полковник, з 22 лютого 1941 року генерал армії Апанасенко Й. Р. (січень 1941 — 25 квітня 1943);
- генерал-полковник (з 26 жовтня 1944 — генерал армії) Пуркаєв М. О. (25 квітня 1943 — 5 серпня 1945);

Члени військової ради:
- армійський комісар 2-го рангу Бірюков М. І. (1 липня 1940 — лютий 1941);
- корпусний комісар Желтов О. С. (лютий — серпень 1941);
- дивізійний комісар, з 9 грудня 1941 корпусний комісар, з 6 грудня 1942 генерал-майор, з 19 січня 1944 генерал-лейтенант Яковлєв Ф. П. (серпень 1941 — травень 1945).
- генерал-лейтенант Леонов Д. С. (травень — 5 серпня 1945);

Начальники штабів:
- генерал-майор Кузнецов М. А. (1 липня 1940 — січень 1941);
- генерал-лейтенант, з 12 жовтня 1941 генерал-полковник Смородинов І. В. (січень 1941 — серпень 1943);
- генерал-майор, з 13 вересня 1944 генерал-лейтенант Шевченко Ф. І. (серпень 1943 — серпень 1945).